# The Broad Black Brimmer
"The Broad Black Brimmer" és una cançó popular republicana irlandesa escrita per Art McMillan.
La cançó narra la història d'un noi el pare del qual va morir abans de néixer, lluitant a l'Exèrcit Republicà Irlandès (IRA). La mare del narrador li demana que s'emprovi l'antic uniforme del seu pare i, quan ho fa, li explica la història del seu pare. El títol es refereix a l'ample barret usat per molts guerrillers de l'IRA en la Guerra de la independència irlandesa dels anys vint i la guerra d'independència d'Irlanda. També es fa referència a un cinturó Sam Browne, calçons, una gavardina i una funda de pistola: articles d'equipament comunament associats amb l'IRA d'aquella època.
El tema de la cançó és el "negoci inacabat" republicà des dels anys vint: la causa del pare mort es transmet al seu fill. Això està específicament relacionat amb la Guerra Civil Irlandesa de 1922 i amb el posterior IRA, que es va negar a reconèixer la legitimitat tant de l'estat lliure d'Irlanda com d'Irlanda del Nord creats en aquell moment. Poc després que el pare del narrador es casa amb la seva mare ve la "treva i el Tractat i la separació dels camins" (es divideixen a l'IRA). El pare ha mort lluitant pel bàndol anti-tractat. La tornada fa èmfasi que, encara que la seva funda ha estat "buida durant molts anys" ... "quan els homes reclamen la llibertat d'Irlanda, els que optin per dirigir-los portaran l'ample barret negre de l'IRA". A més, quan parla de la funda de pistola buida, la línia "però no per molt de temps" s'afegeix a la versió original, però en moltes versions (per exemple, per Brier) s'omet aquesta línia.
Atès que pren específicament la visió republicana de la Guerra Civil i espera amb interès la represa de les accions armades i una Irlanda dirigida per l'IRA, la cançó s'associa amb la força física del republicanisme irlandès. Sovint es canta a les reunions republicanes.
Un altre aspecte notable de la cançó és la seva referència al cristianisme. Quan els pares del narrador es casen, és a la "petita església de sota" i "el Pare Mac va beneir la parella com a un". La referència explícita a la religió és relativament rara en les cançons republicanes.
Algunes fonts afirmen erròniament que va ser escrita per Noel Nagle dels Wolfe Tones. Malgrat que va ser interpretada per The Wolfe Tones el 1973, Declan Hunt la va publicar l'any anterior sota el segell de la filial d'Outlet, R&O (Release & Outlet). Va ser atribuïda a Art McMillan i fins i tot els Wolfe Tones no han afirmat haver-la escrit donant-li l'etiqueta de "Trad. Arr". al seu single Dolphin DOS.112.